# Barraca del camí del Mas Roig XI
La Barraca del camí del Mas Roig XI és una obra del Pla de Santa Maria (Alt Camp) inclosa a l'Inventari del Patrimoni Arquitectònic de Catalunya.

## Descripció
És un conjunt de planta irregular, orientat a l'est, que ajudat per un muret, forma un cert recer al davant seu. Consta d'un cos principal i d'un annex.
El cos principal presenta un gran arc de descàrrega al damunt de la seva llinda i una lloseta que cobreix la cúpula. La seva planta interior és circular amb un diàmetre de 2'790m i està coberta amb una falsa cúpula fins a una alçada de 2'90m. No presenta elements funcionals.
L'annex és una petita construcció apropiada per a guardar-hi alguns estris o sacs. La seva planta també és circular amb un diàmetre de 1'225m i una falsa cúpula amb una alçada màxima de 1'63m. A l'esquerra del conjunt hi ha un muret que tanca el recer.